# جیپسی کینگز (آلبوم)
جیپسی کینگز (انگلیسی: Gipsy Kings) سومین آلبوم گروه موسیقی جیپسی کینگز است که در سال ۱۹۸۷ میلادی منتشر شد. این آلبوم نخستین آلبومِ این گروه موسیقی بود که مخاطب جهانی یافت و در فرانسه، بریتانیا و ایالات متحده آمریکا گواهی‌نامهٔ طلایی دریافت داشت. 

## فهرست آهنگ‌ها و ترانه‌های آلبوم
| شماره | نام                                                    | نویسنده(ها)                                       | مدت  |
| ----- | ------------------------------------------------------ | ------------------------------------------------- | ---- |
| ۱.    | «بامبولئو»                                             | تونینو بالیاردو، شیکو بوشیکی، نیکُلا رِیس، اس. دیاس | ۳:۲۵ |
| ۲.    | «می‌خواهی که برگردی»                                    | جیپسی کینگز                                       | ۳:۱۵ |
| ۳.    | «مارمولک زرد» (بی‌کلام)                                 | جیپسی کینگز                                       | ۴:۰۵ |
| ۴.    | «بـِـم، بـِـم، ماریا»                                    | جیپسی کینگز                                       | ۳:۰۳ |
| ۵.    | «یک عشق»                                               | جیپسی کینگز، رِیـِس                                 | ۳:۴۰ |
| ۶.    | «الهام» (بی‌کلام)                                       | جیپسی کینگز                                       | ۳:۲۸ |
| ۷.    | «به روش خودم (مثل همیشه)» (بازاجرایی از "به روش خودم") | ژ. تیبو، س. فرانسوا، ژ. رِوو                       | ۳:۵۲ |
| ۸.    | «جوبی جوبا»                                            | جیپسی کینگز، رِیـِس                                 | ۳:۲۷ |
| ۹.    | «وظیفه» (بی‌کلام)                                       | تونینو بالیاردو، شیکو بوشیکی، نیکلا رِیس           | ۳:۴۵ |
| ۱۰.   | «می‌خواهم بدانم»                                        | جیپسی کینگز                                       | ۴:۱۰ |
| ۱۱.   | «عشق، عشق»                                             | جیپسی کینگز                                       | ۳:۱۳ |
| ۱۲.   | «اِلف» (بی‌کلام)                                         | جیپسی کینگز                                       | ۴:۲۲ |

ترانهٔ اضافی در نسخهٔ ارائه‌شده در ژاپن
| شماره | نام          | مدت  |
| ----- | ------------ | ---- |
| ۱۳.   | «بیا برقصیم» | ۳:۵۹ |

## جدول موسیقی و گواهینامه‌ها
| جدول (۱۹۸۷-۱۹۸۹)          | بالاترین رتبه |
| ------------------------- | ------------- |
| جدول‌های ای‌آرآی‌ای استرالیا | ۲             |
| جدول آلبوم‌های اتریش       | ۲۰            |
| جدول آلبوم‌های هلند        | ۲۲            |
| جدول آلبوم‌های نروژ        | ۱۴            |
| جدول آلبوم‌های نیوزلند     | ۲۰            |
| جدول آلبوم‌های سوئد        | ۲۳            |
| جدول آلبوم‌های سوئیس       | ۲۳            |

| جدول (۱۹۸۹)               | بالاترین رنبه |
| ------------------------- | ------------- |
| جدول‌های ای‌آرآی‌ای استرالیا | ۲۱            |

| منطقه                             | گواهی     | واحد گواهی‌شده/فروش |
| --------------------------------- | --------- | ------------------ |
| استرالیا (آی‌اف‌پی‌آی استرالیا)      | ۲× پلاتین | ۱۴۰٬۰۰۰^           |
| کانادا (میوزیک کانادا)            | ۲× پلاتین | ۲۰۰٬۰۰۰^           |
| فرانسه (اس‌ان‌ئی‌پی)                 | پلاتین    | ۳۴۸٬۷۰۰            |
| ژاپن (آرآی‌ای‌جی)                   | طلا       | ۰^                 |
| پرتغال (انجمن صنفی گرامافون)      | طلا       | ۲۰٬۰۰۰^            |
| سوئیس (آی‌اف‌پی‌آی سوئیس)            | طلا       | ۲۵٬۰۰۰^            |
| بریتانیا (بی‌پی‌آی)                 | طلا       | ۱۰۰٬۰۰۰^           |
| ایالات متحده (آرآی‌ای‌ای)           | پلاتین    | ۱٬۰۰۰٬۰۰۰^         |
| ^ رقم توزیع تنها بر پایهٔ گواهی‌ها. |           |                    |